# The Epic Split
The Epic Split („Der epische Spagat“) oder The Epic Split feat. Van Damme (Live Test) ist der Titel eines Werbespots des schwedischen Lastwagenherstellers Volvo Trucks aus dem Jahr 2013. Die Planung und Umsetzung verantworteten die Werbeagentur Forsman & Bodenfors und das Produktionsunternehmen Folke Film. Der Spot war der sechste aus einer Reihe von Spots für Volvo Trucks mit dem Titel „Live Tests“. Er zeigt den Schauspieler Jean-Claude Van Damme beim Spagat zwischen zwei rückwärts fahrenden Trucks. Volvo Trucks wollte damit vor allem das unterstützende Lenksystem Volvo Dynamic Steering des Volvo FM der dritten Generation bewerben. The Epic Split entwickelte sich zu einem viralen Video, das allein bei YouTube über 116 Millionen Aufrufe erzielte. Der Werbefilm wurde mit mehreren Preisen ausgezeichnet.

## Inhalt

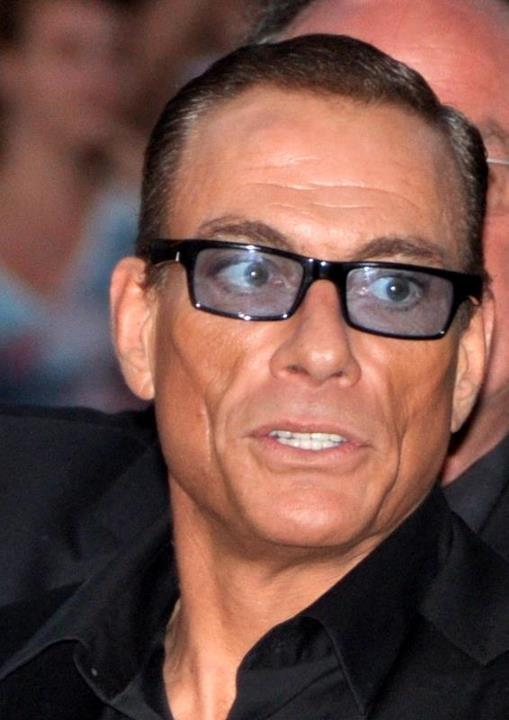
Jean-Claude Van Damme (2012)

Der Spot beginnt mit einer Nahaufnahme von Jean-Claude Van Dammes Gesicht, dessen Augen zunächst geschlossen sind. Im Hintergrund läuft die Musik von Enyas Lied Only Time. Van Damme spricht im Voiceover einen kurzen Text:

“I've had my ups and downs. My fair share of bumpy roads and heavy winds. That's what made me what I am today. Now I stand here before you. What you see is a body crafted to perfection. A pair of legs engineered to defy the laws of physics and a mindset to master the most epic of splits.”

„Ich hatte meine Höhen und Tiefen. Es gab auch genug holprige Straßen und starke Windböen. All das hat mich zu dem gemacht, der ich heute bin. Jetzt stehe ich hier vor dir. Was du siehst, ist ein Körper, der perfekt geformt ist. Ein Paar Beine, die konstruiert wurden, den Gesetzen der Physik zu trotzen, und eine Mentalität, um den epischsten aller Spagate zu meistern.“

Die Kamera zoomt dann heraus und zeigt, dass Van Damme auf den Rückspiegeln zweier goldfarbener Volvo FM Trucks steht. Beide Lastwagen fahren parallel langsam rückwärts. Der linke Truck beginnt sich langsam zur Seite zu bewegen, so dass sich der Abstand zwischen beiden Fahrzeugen vergrößert. Van Damme geht dabei auf den beiden Außenspiegeln der weiter rückwärts fahrenden Trucks in den Seitspagat. In diesem Moment singt Enya die erste Textzeile „Who can say where the road goes…“. Die Kamera fährt dann zur rechten Seite, wodurch die am Horizont aufgehende Sonne kurz hinter den Trucks verschwindet und dann wieder erscheint. Über den Trucks wird der Text „This test was set up to demonstrate the stability and precision of Volvo Dynamic steering“ eingeblendet. Nach einer Schwarzblende wird als weiterer Text „It was carried out by professionals in a closed-off area“ eingeblendet, bevor der Spot endet.

## Produktion

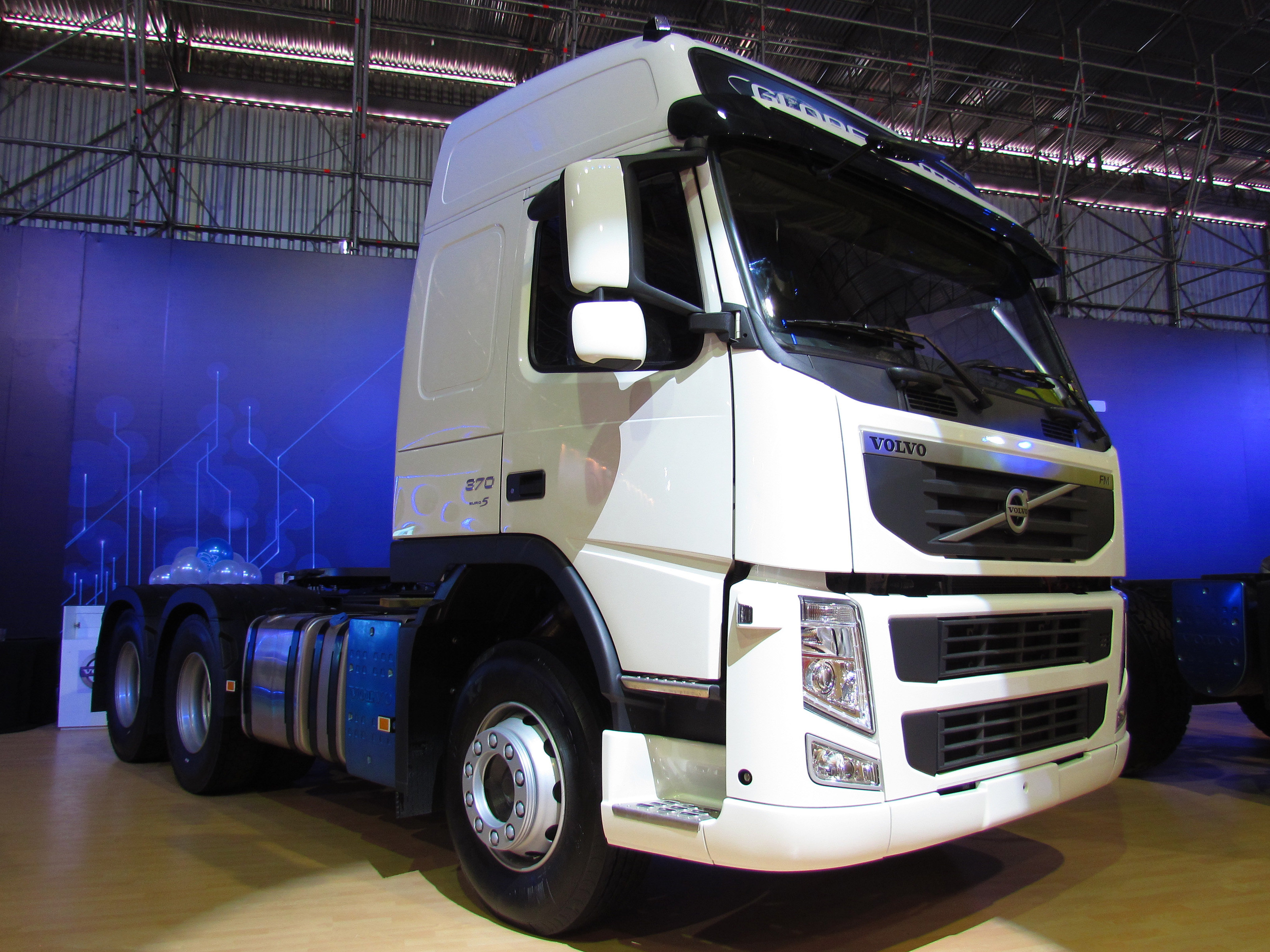
Ein Volvo FM der dritten Generation

The Epic Split war der sechste Spot aus der Reihe „Live Tests“. Er sollte das Potential des unterstützenden Lenksystems Volvo Dynamic Steering zeigen. Zunächst interviewten die beteiligten Werbedienstleister die Volvo-Ingenieure, welche das System erfunden hatten. In einem dieser Interviews berichtete einer der Ingenieure, dass er mit dem Lkw samt Anhänger bei vergleichsweise hoher Geschwindigkeit rückwärts fahren konnte, was er selbst eigentlich nicht für möglich gehalten hatte. Das Rückwärtsfahren des Trucks war dann die grundlegende Idee für den Spot. Das Kreativteam sprach dann über verschiedene Dinge, die zwischen zwei rückwärts fahrenden Trucks stattfinden könnten. Sobald die Idee aufkam, dass man dort einen Spagat durchführen könnte, war man sich schnell einig, dass Jean-Claude Van Damme die richtige Person war, um diesen Stunt durchzuführen. Es folgte eine fünfmonatige Planungs- und Testphase, in der verschiedene Fahrtests durchgeführt wurden und ein Sicherheitssystem für Van Damme entworfen wurde. Der Schauspieler war beim Dreh mit einem Fangseil gegen einen Sturz gesichert, was aber auf den eigentlichen Test keinen Einfluss hatte. An beiden Außenspiegeln wurden kleine Plattformen für seine Füße angebaut, so dass er dort sicherer stehen konnte.
Das Team suchte eine Straße, die so lang wie möglich geradeaus führte und einen glatten Straßenbelag in bestmöglichem Zustand hatte; bevorzugt in einem geschlossenen Gebiet, auf dem sie ungestört arbeiten konnten. Den Drehort fanden sie schließlich auf dem Rollfeld des stillgelegten Flughafens Ciudad Real im Süden der spanischen Stadt Ciudad Real. Regisseur war der Schwede Andreas Nilsson. Stunt Coordinator war Peter Pedrero.
Die Aufnahmen wurden vom Kameramann Ed Wild mit einer auf einen Scorpio-Arm-Kamerawagen montierten Arri-Alexa-Kamera gedreht. Damit die aufgehende Sonne zu sehen sein würde, blieb dem Kamera-Team nur ein kleines Zeitfenster von etwa 15 Minuten für die Dreharbeiten.
In den zwei Trucks saßen jeweils ein Fahrer und ein Beifahrer. Die beiden Fahrer Mikael Rosell und Jens Karlsson fuhren die Trucks mit einer Geschwindigkeit von exakt 25 km/h rückwärts. Auf der Straße hatten sie Markierungen gezeichnet, die ihnen anzeigten, wann sie die Geschwindigkeit erhöhen oder den Abstand zwischen den Fahrzeugen vergrößern mussten. Die beiden Beifahrer unterstützten sie bei der Kontrolle der Geschwindigkeit und Abstände.
Nach dreitägigen Probeaufnahmen wurde der finale Film von Ed Wild in einem Take aufgenommen. Der Aufwand für den Filmschnitt war entsprechend gering, es mussten lediglich der Einstieg und das Ende des Films geschnitten werden. Die Farbkorrektur übernahm das britische Spezialeffektunternehmen The Mill. Mitarbeiter des Unternehmens Swiss Stockholm entfernten dann in der Postproduktion digital die Sicherheitsdrähte und die Sicherungshalterung.

## Veröffentlichung
Der Spot wurde am 14. November 2013 auf der YouTube-Seite von Volvo Trucks veröffentlicht. Bereits nach einer Woche hatte der Spot über 40 Millionen Abrufe erreicht, und bis zum Januar 2014 wurden 68 Millionen Aufrufe gezählt. Binnen kürzester Zeit wurden über 50 weitere Videos von Nutzern hochgeladen, die sich auf den Epic Split bezogen. Van Dammes Spagat zwischen den Trucks wurde außerdem in zahlreichen Spots parodiert. In einem der ersten dieser Videos wurde vom Spezialeffektunternehmen Artjail das Gesicht von Rob Ford, dem umstrittenen Bürgermeister Torontos, digital auf Van Dammes Körper gesetzt. Ebenfalls noch im November wurde während der Dreharbeiten zur Komödie 22 Jump Street eine Parodie des Videos mit dem Schauspieler Channing Tatum gedreht, dessen Spagat zwischen zwei Servierwagen scheitert. Im Dezember 2013 wurde ein digital kreiertes Video veröffentlicht, das Chuck Norris beim Spagat zwischen den Tragflächen zweier Flugzeuge zeigte, wobei mehrere Soldaten auf seinem Kopf in der Formation eines Weihnachtsbaumes balancieren.
Bis zum Oktober 2018 erreichte der Spot allein bei YouTube fast 90 Millionen Aufrufe. Stand Januar 2023 hatte der Spot auf dem YouTube-Kanal von Volvo Trucks über 116 Mio. Abrufe erreicht. Er ist zudem auf anderen Kanälen und Webseiten verfügbar.
Enyas Lied Only Time stieg 13 Jahre nach seiner Veröffentlichung erneut in die Billboard Hot 100 ein, wo es Platz 43 erreichte.

## Wirkung
Obwohl der Epic Split der aufmerksamkeitserregendste und bei weitem bekannteste Spot aus der Reihe der „Live Tests“ war, wurde seine Werbewirkung von der Kernzielgruppe der Mitarbeiter von Transportunternehmen in acht Märkten schlechter als die der anderen Motive der Reihe bewertet.
Auf verschiedenen Online-Plattformen konnte Volvo Trucks deutlich die Zahl seiner Fans steigern. Die Abonnenten-Zahlen des YouTube-Kanals von Volvo stieg im Kampagnenzeitraum von 3.500 auf über 90.000. Die Zahl der Facebook-Fans stieg im gleichen Zeitraum von 16.000 auf über 330.000 an und die Zahl der monatlichen Besucher der europäischen Websites von Volvo Trucks stieg von 175.000 auf 300.000. Der für nur wenige Millionen Euro produzierte Spot hatte bis April 2014 einen geschätzten Mediawert von etwa 128 Millionen Euro generiert.

## Auszeichnungen
- 2014: Best in Show Award des The One Club[13]
- 2014: Black Pencil Award bei den D&AD Awards[14]
- 2014: Sechs Preise bei den Eurobest Awards[15]
- 2015: Home Creative Effectiveness Grand Prix beim Cannes Lions International Festival of Creativity[16]